# 맥용 마이크로소프트 오피스 2011
맥용 마이크로소프트 오피스 2011(Microsoft Office for Mac 2011)은 마이크로소프트에서 2010년 10월 26일에 발표한 맥용 오피스이다. 버전은 14.0이며, 마이크로소프트 오피스 2008의 후속 버전이다.

## 에디션
맥용 마이크로소프트 오피스 2011은 워드 2011, 파워포인트 2011, 엑셀 2011, 아웃룩 2011, 커뮤니케이터 2011이 포함되어있으며, 다음과 같은 에디션으로 나뉜다.
|                             | 홈 앤 스튜던트 | 홈 앤 비즈니스 | 아카데믹 | 스탠다드 |
| --------------------------- | -------------- | -------------- | -------- | -------- |
| 워드                        | 포함           | 포함           | 포함     | 포함     |
| 파워포인트                  | 포함           | 포함           | 포함     | 포함     |
| 엑셀                        | 포함           | 포함           | 포함     | 포함     |
| 아웃룩                      | 미포함         | 포함           | 포함     | 포함     |
| 커뮤니케이터                | 미포함         | 미포함         | 포함     | 포함     |
| 오피스 웹 앱스              | 포함           | 포함           | 포함     | 포함     |
| 원격 데스크톱 연결          | 미포함         | 포함           | 포함     | 포함     |
| 정보 관리자                 | 포함           | 포함           | 포함     | 포함     |
| 윈도 셰어포인트 서비스 지원 | 미포함         | 포함           | 포함     | 포함     |
| 기술 지원                   | 90 일          | 1년            | 90 일    | 1년      |

## 같이 보기
- 마이크로소프트 오피스 2010